# Clostera incarcerata
Clostera incarcerata är en fjärilsart som beskrevs av Jean Baptiste Boisduval 1869. Clostera incarcerata ingår i släktet Clostera och familjen tandspinnare. Inga underarter finns listade i Catalogue of Life.